# Fitz-Hugh-Curtis-Syndrom

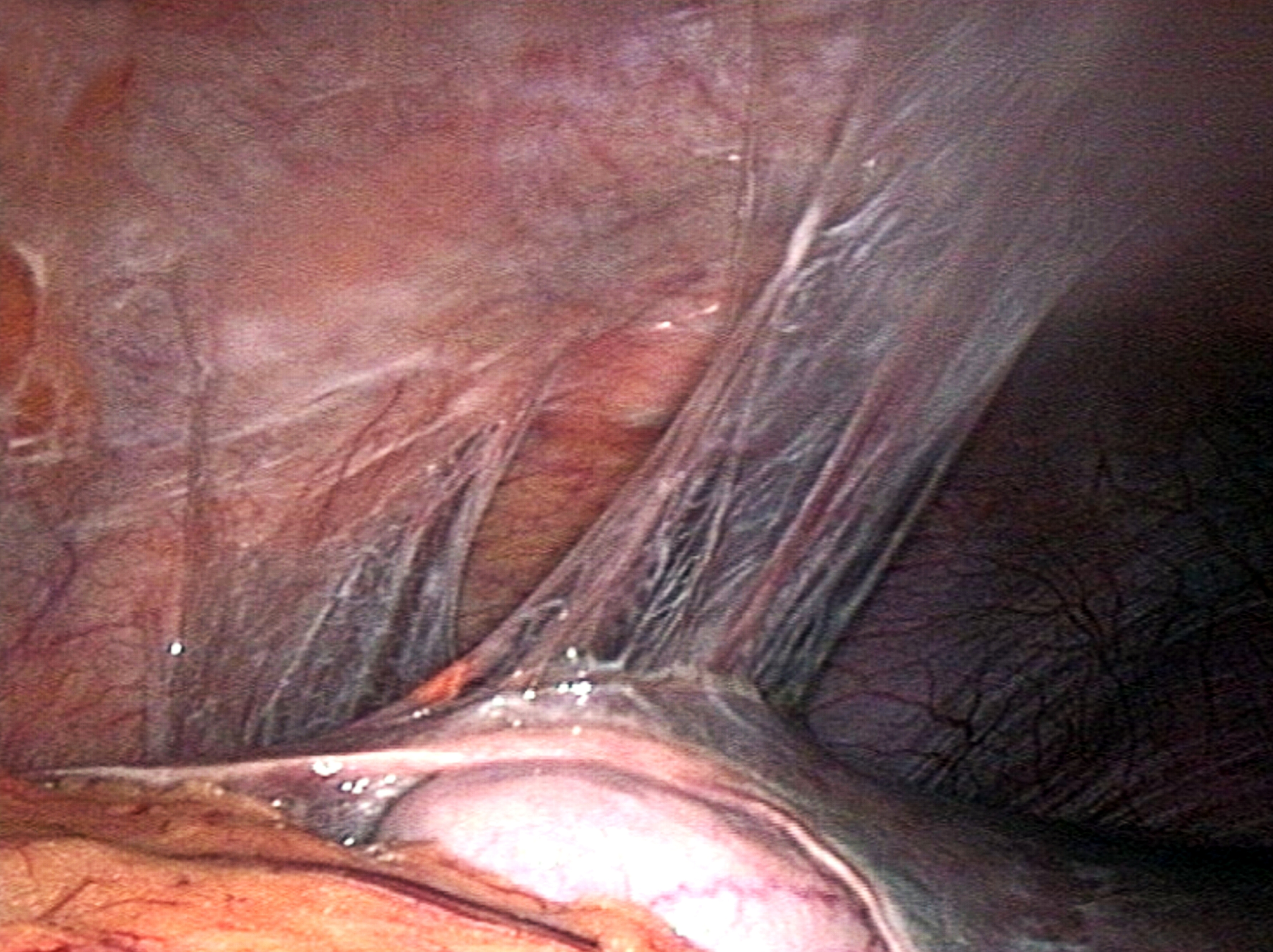

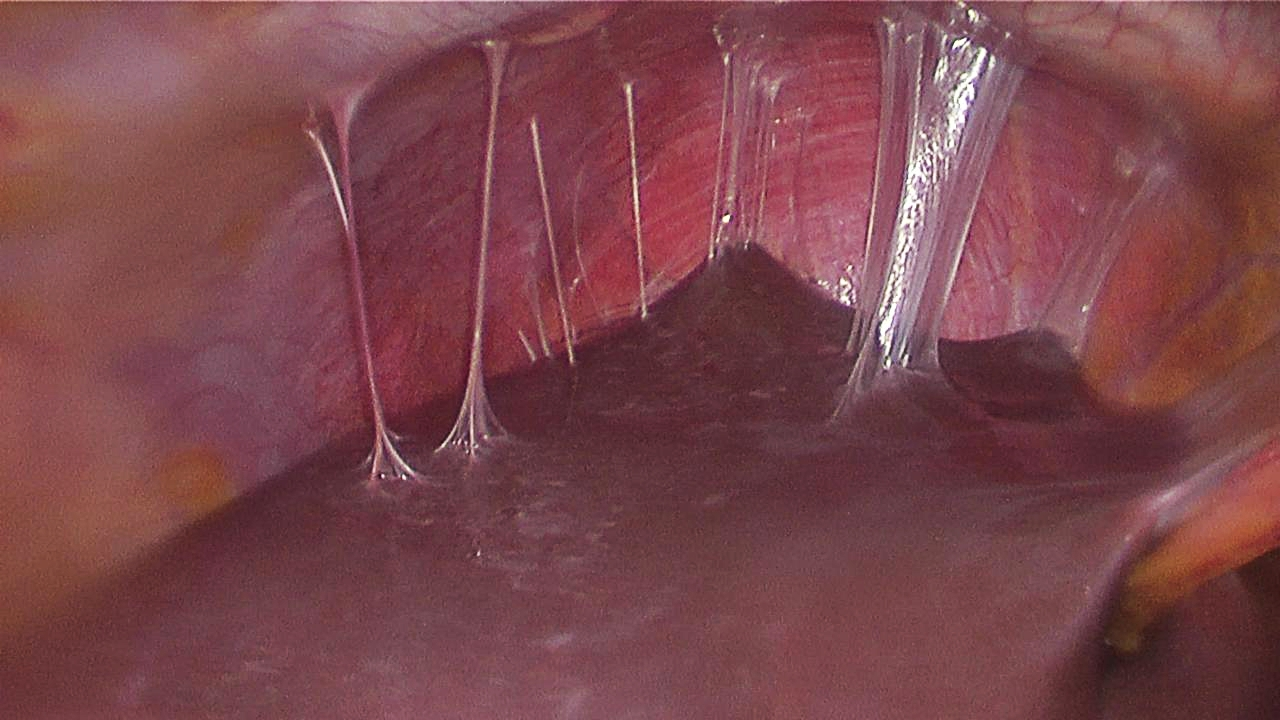
Adhäsionen zwischen Leberoberfläche und Zwerchfell nach Fitz-Hugh-Curtis-Syndrom

Das Fitz-Hugh-Curtis-Syndrom (auch: Fitz-Hugh- und Curtis-Syndrom, FHC-Syndrom) ist eine eher seltene Komplikation einer Entzündung im kleinen Becken (PID, pelvic inflammatory disease).

## Symptome
Die Symptome bestehen aus Schmerzen im oberen rechten Quadranten des Abdomens, welche eventuell in die rechte Schulter ausstrahlen und sich bei Steigerung des Abdominaldrucks (Pressen, Husten, Niesen) verstärken. Manchmal gesellt sich Übelkeit und Erbrechen hinzu.

## Ursache
Das Fitz-Hugh-Curtis-Syndrom tritt überwiegend nach einer Salpingitis aufgrund einer Chlamydieninfektion oder einer Gonorrhoe auf, weswegen fast ausschließlich Frauen betroffen sind. Etwa 15 % bis 30 % der Frauen mit einer PID entwickeln ein FHC-Syndrom. Zugrunde liegt meist eine Entzündung des die Leber umgebenden Gewebes, eine sog. Perihepatitis.

## Therapie
Die Behandlung geschieht durch eine adäquate Behandlung der zu Grunde liegenden Krankheit. Als Komplikation des FHC-Syndroms können durch eine lokale perihepatische eitrig-fibrinöse Peritonitis (Perihepatitis) Adhäsionen zwischen der Leber und der Bauchwand respektive des Zwerchfells entstehen. Diese können laparoskopisch entfernt werden, sollte dies aufgrund von Beschwerden nötig sein.

## Geschichte
Das Krankheitsbild wurde 1930 zuerst vom amerikanischen Gynäkologen Arthur Hale Curtis (1881–1955) als solches beschrieben. Der amerikanische Internist Thomas Fitz-Hugh Jr. (1894–1963) bestätigte 1934 die Beobachtungen. Bereits 1920 hatte der uruguayische Chirurg Carlos Stajano (1891–1976) über Veränderungen am Zwerchfell in der Gynäkologie berichtet.